# Carlo Curley
Carlo Curley (Monroe, Carolina del Norte; 24 de agosto de 1952 - Melton Mowbray, Inglaterra; 11 de agosto de 2012) fue un organista de concierto de música clásica estadounidense. Auto-apodado "el Pavarotti del órgano", fue uno de sólo unos pocos organistas de concierto en todo el mundo que se apoyan exclusivamente dando recitales, conciertos y clases magistrales, sin ningún tipo de suplemento de la enseñanza o posiciones de la iglesia. Curley era cosmopolita, y se refirió a tres lugares como "hogar": Inglaterra, Escandinavia y Carolina del Norte (EE. UU.).
Curley nació en una familia musical en Carolina del Norte, EE. UU., y asistió a la North Carolina School of the Arts. Posteriormente, disfrutó las clases avanzadas con Virgil Fox, Robert Elmore, George Thalben-Ball y entrenó en privado con Arthur Poister.
Curley Murió el sábado 11 de agosto de 2012 a la edad de 59 años, en Melton Mowbray, Inglaterra.

## Discografía

### Álbumes
- Principals Unshackled"  (early 1970's), recorded at Fountain Street Church, Grand Rapids, MI
- Sculpture in Sound (1970s), recorded at Atlantis Sound Studios in Decatur, Georgia
- Carlo Curley Plays Bach (1978)
- Popular Organ Pieces (1984)
- The Emperor's Fanfare (1990), Argo
- Brightly Shining (1991), Argo
- Organ Fantasia, Decca
- Organ Imperial(1991), Polygram
- Bach Favourite Organ Works (1992), Universal
- Dueling Organs (1993), Proarte - with Lyn Larsen
- The Finest Hour (1993), Proarte
- The World of Carlo Curley (1994), Decca
- Bach Great Organ Works (1995), Decca
- Inaugural Concert (1997)
- Toccata - Organ Favourites (1998), Decca
- Concert Favorites (1998)
- A Genesis in Harmony (2003)

### Vídeo
- Organ Imperial (1993), Decca
- The Carlo Curley Classic Collection volumes 1, 2 and 3 (2009)